# Харкероде
Харкероде (нем. Harkerode) — деревня в Германии, в земле Саксония-Анхальт, входит в район Мансфельд-Зюдгарц в составе городского округа Арнштайн.
Население составляет 333 человек (на 31 декабря 2008 года). Занимает площадь 6,43 км².

## История
Первое упоминание о поселении встречается в документах Оттона I за 13 сентября 936 года.
1 января 2010 года, после проведённых реформ, город Зандерслебен, а также коммуны: Альтероде, Бройнроде, Вельбслебен, Грайфенхаген, Зильда, Квенштедт, Ульцигероде, Харкероде, Штангероде — были объединены в городской округ Арнштайн, и стали его районами, а управление Виппер-Айне было упразднено.

## Галерея

Харкероде на карте городского округа
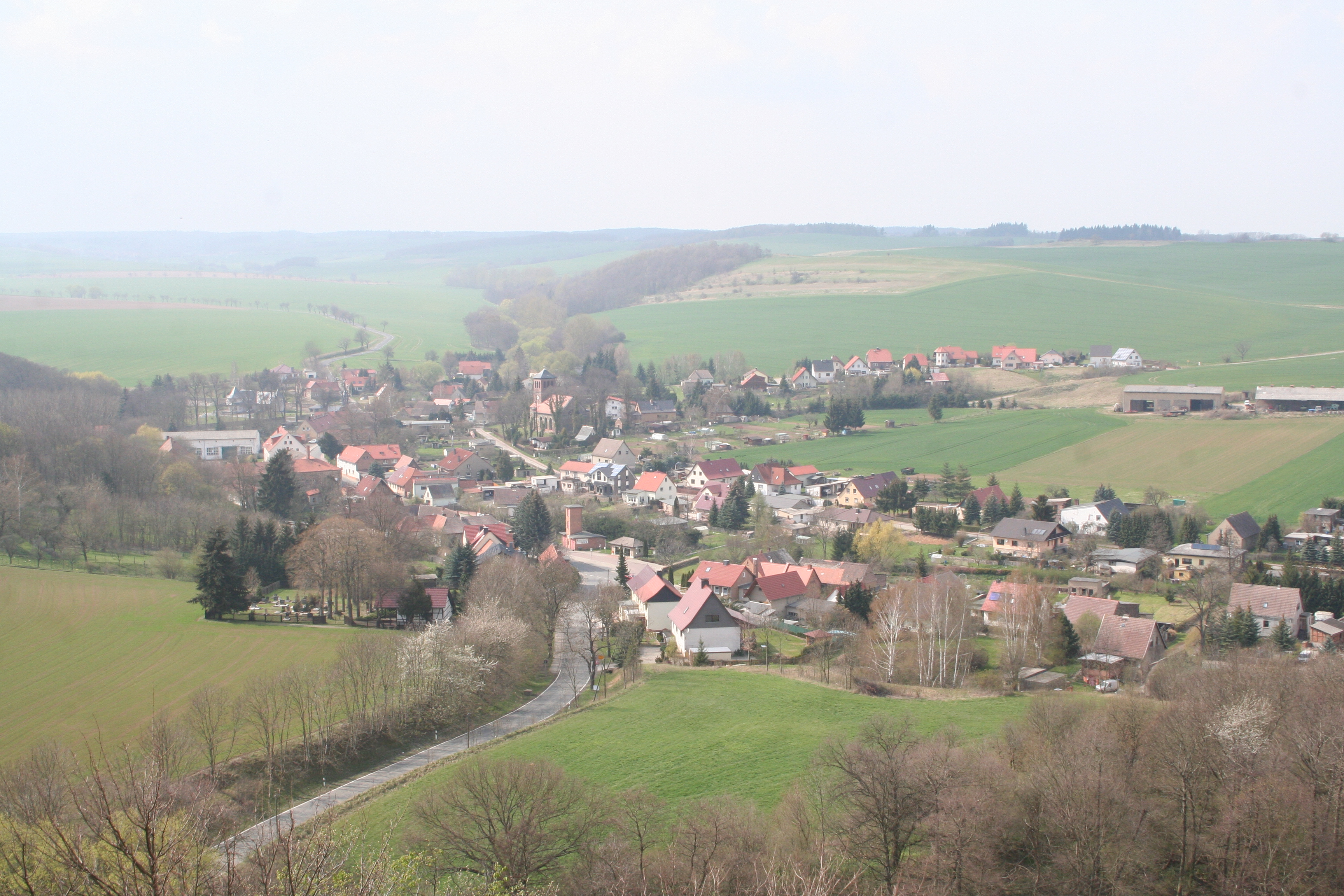
Вид на Харкероде
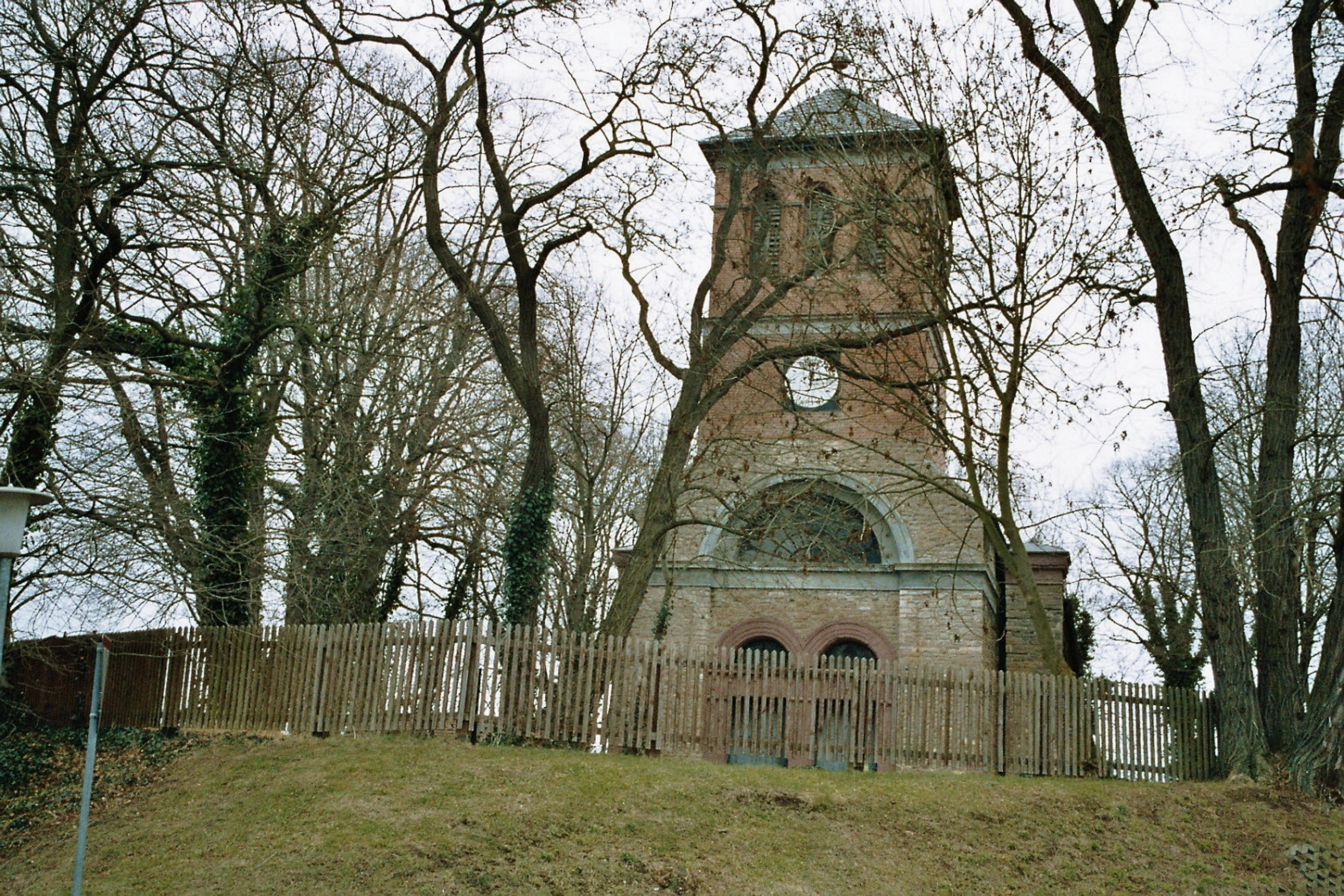
Церковь в Харкероде
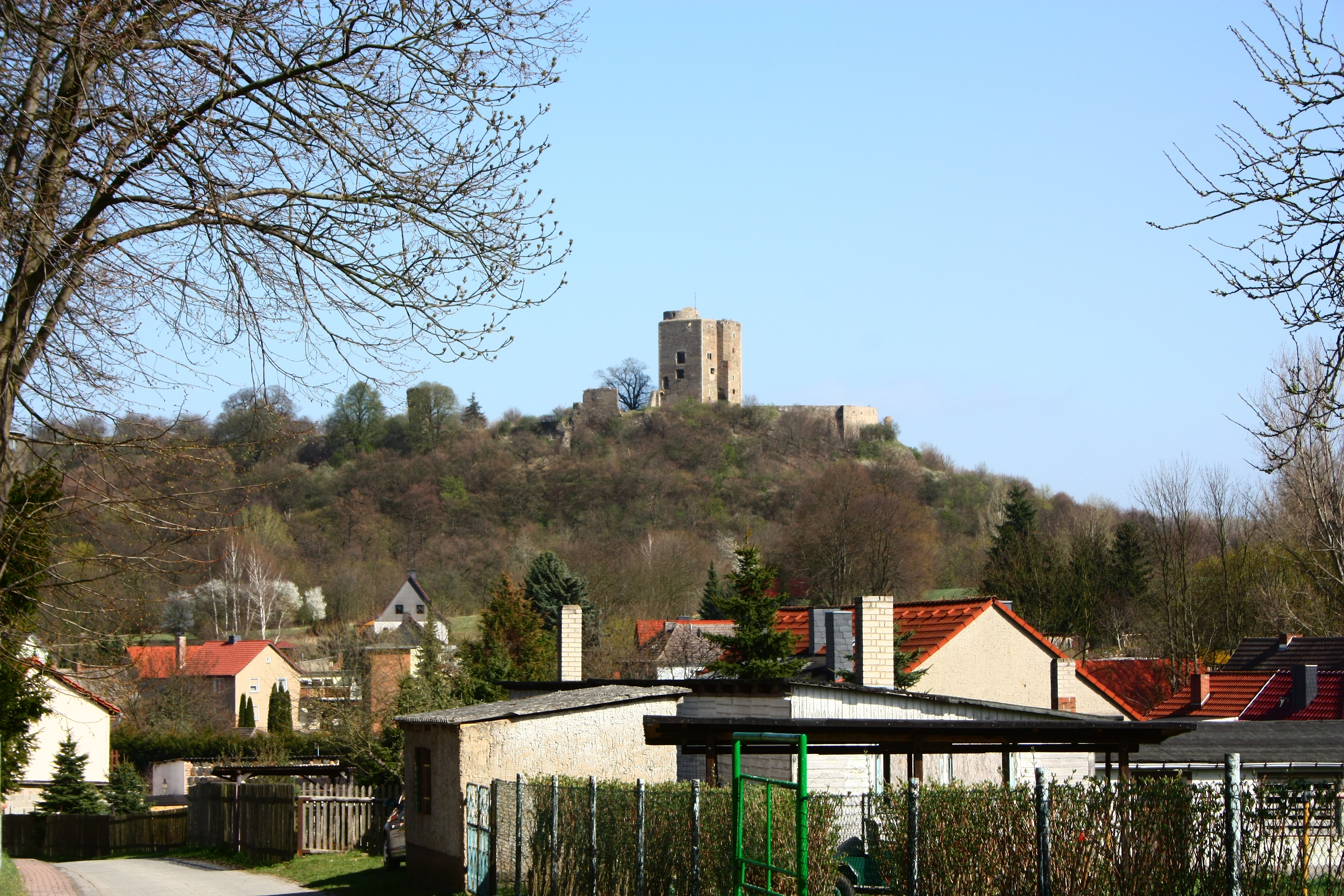
Вид крепость Арнштайн